# Филипп I Филадельф
Филипп I Филадельф (др.-греч. Φίλιππος Α' Φιλάδελφος) — царь части Сирии (в 95 до н. э.—83 до н. э.) из династии Селевкидов. Сын Антиоха VIII Грипа.
Принял диадему в 95 году до н. э. вместе со своим братом (возможно, близнецом) Антиохом XI Филадельфом после победы Антиоха X Евсеба над старшим братом Филиппа Селевком VI Эпифаном.
После этого началась вражда между Филиппом и его младшим братом Деметрием III Эвкером, правившем в Дамаске. Филипп выдержал несколько атак Деметрия III, и в 92 году до н. э. ему удалось установить свою власть в Антиохии.
Позже Деметрий III был захвачен парфянским царём Митридатом II, призванным на помощь Филиппом, и умер в неволе, а его младший брат Антиох XII Дионис объявил себя царём в Дамаске. Во время похода Антиоха XII против набатеев Филипп захватил Дамаск.
Его правление закончилось в 83 году до н. э., когда армянский царь Тигран II Великий присоединил часть территории Селевкидов (либо незадолго до этого). С этого момента он исчез с исторической сцены. Позже римские власти отчеканили монеты с его портретом.